# ورزشگاه آیبروکس
ورزشگاه آیبروکس (انگلیسی: Ibrox Stadium) یک ورزشگاه فوتبال در گلاسگو، اسکاتلند است.
این ورزشگاه که در سال ۱۸۹۹ افتتاح شده است دارای ۵۰٬۸۱۷ نفر جمعیت می‌باشد و ورزشگاه خانگی باشگاه فوتبال رنجرز محسوب میشود.
در سال ۱۹۷۱ در داربی بین سلتیک و گلاسگو رنجرز که به تساوی یک بر یک انجامید،در پایان بازی ۶۶ هوادار به دلیل ازدحام جمعیت و هنگام خروج از یک راه پله این ورزشگاه جان خود را از دست دادند.پس از آن ورزشگاه دوباره بازسازی شد و تعدادی از سکوها حذف و ظرفیت ورزشگاه کاهش پیدا کرد.

## نگارخانه

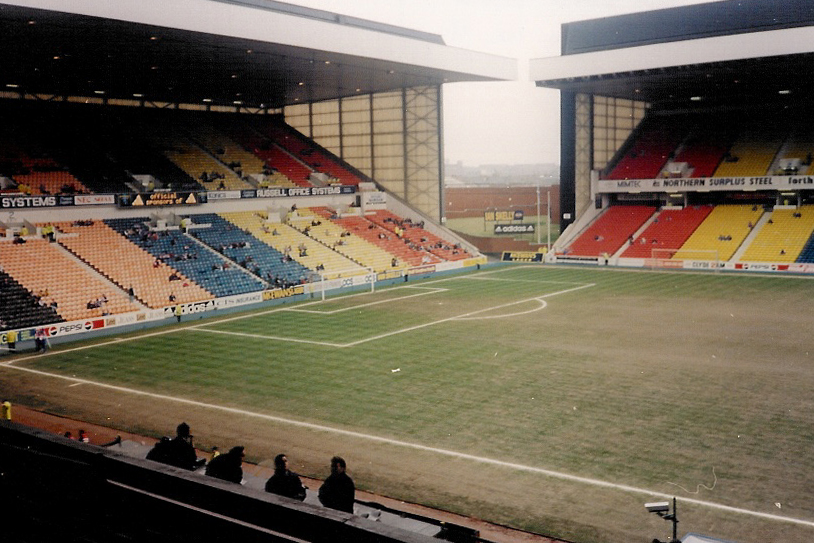
۱۹۹۴
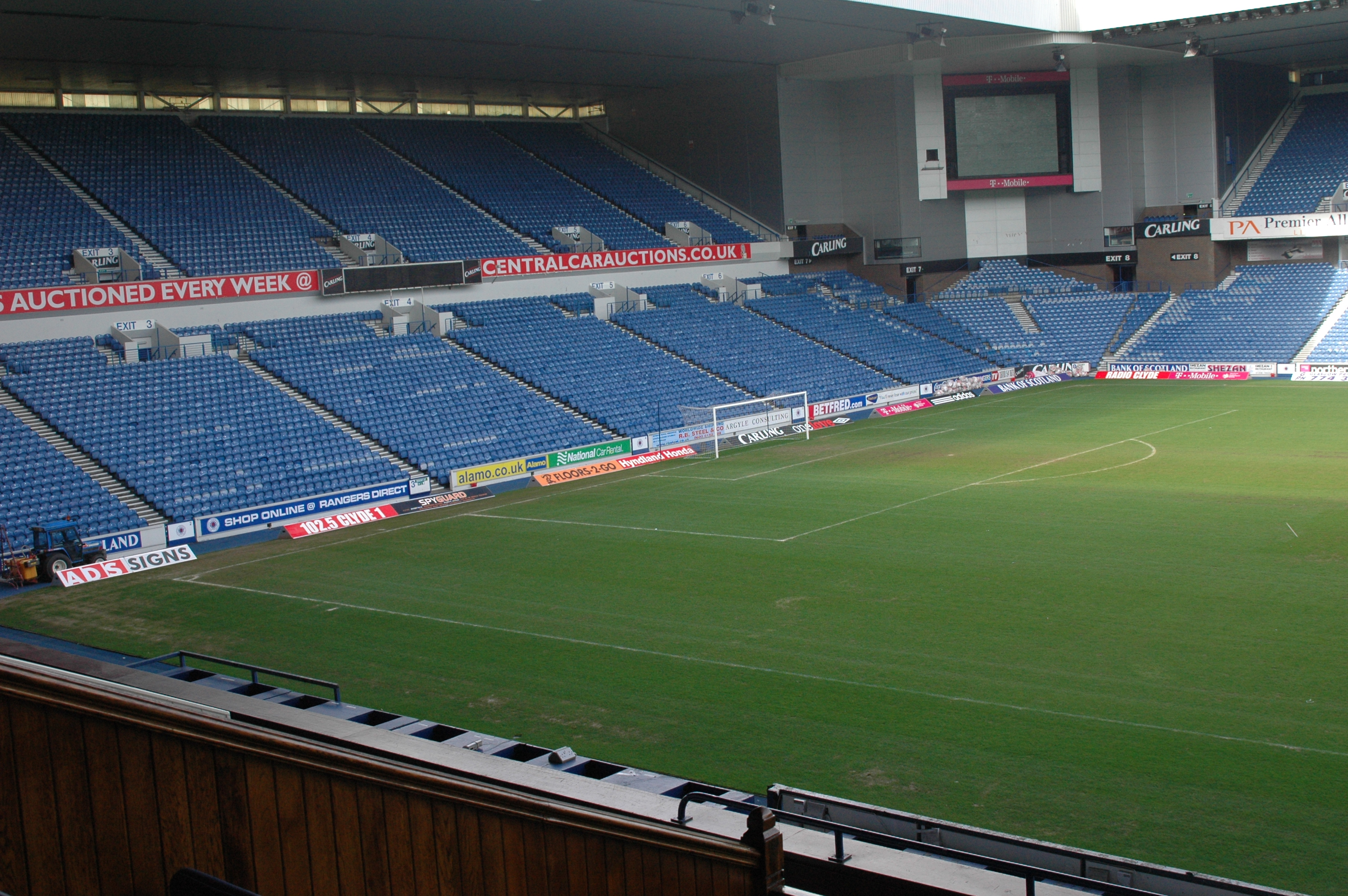
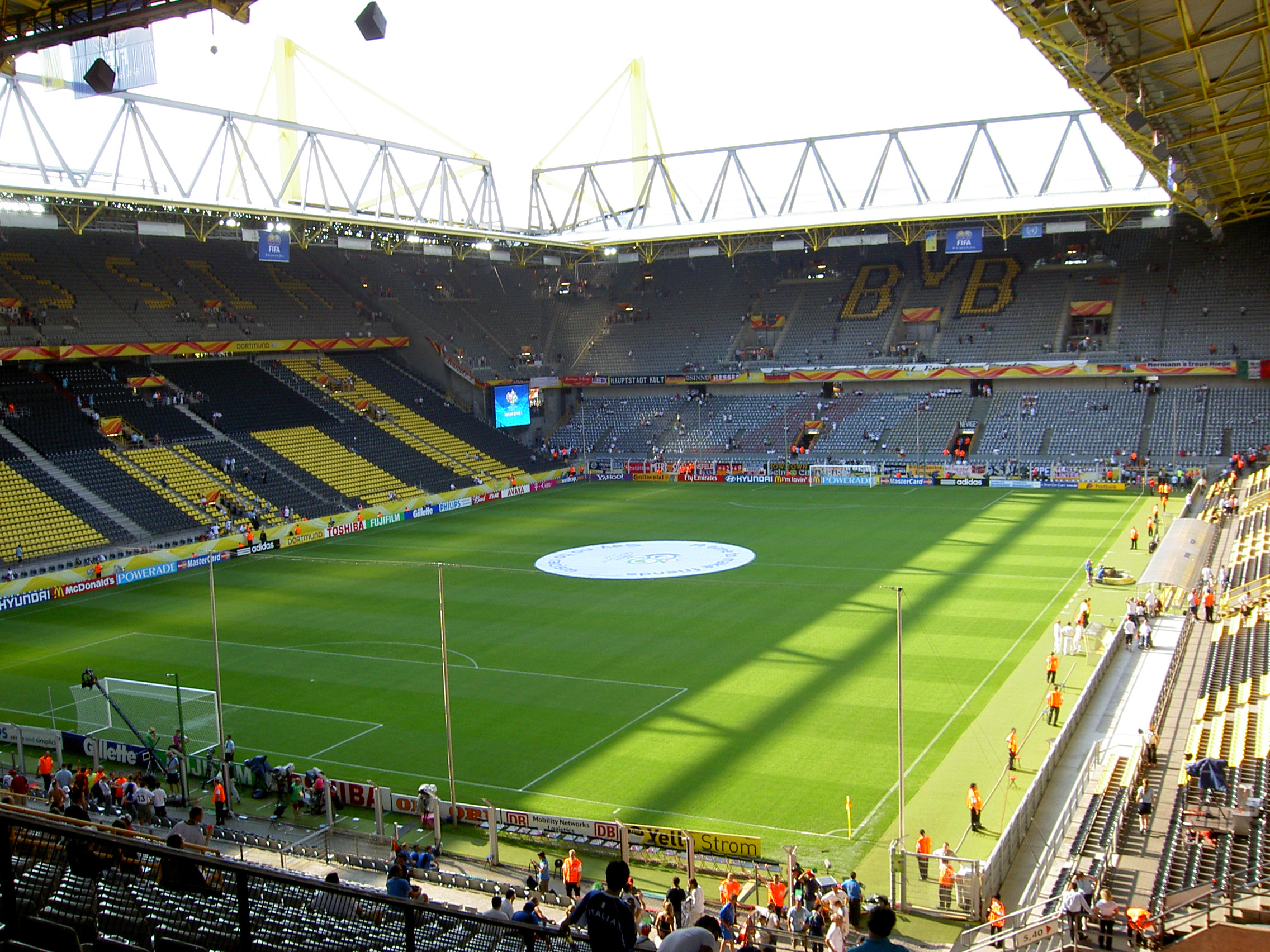
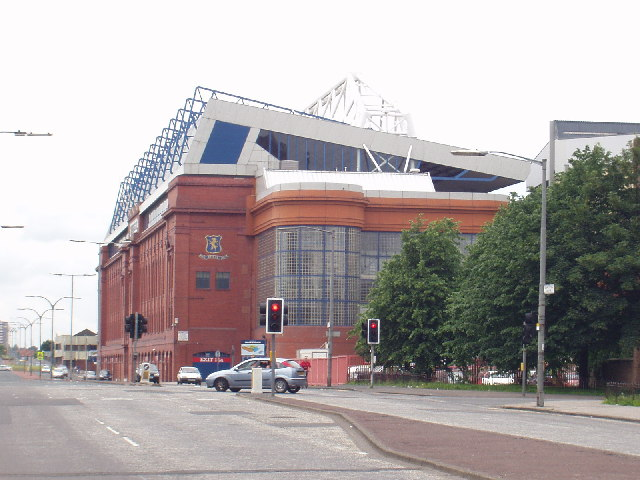